# Ebusco

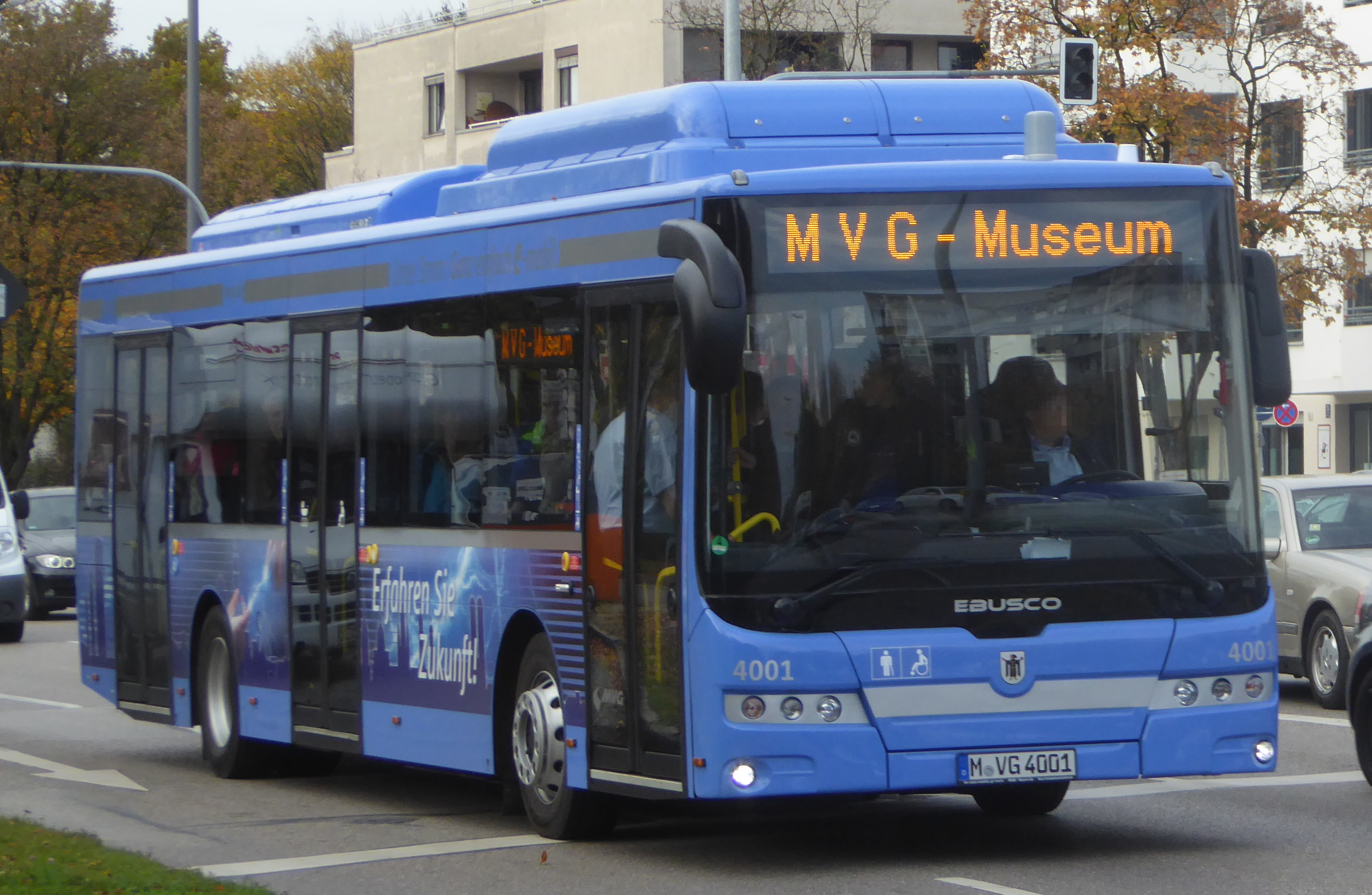
Ebusco 2.0 i München, 2017.

Ebusco är en nederländsk tillverkare av helelektriska bussar, grundad år 2012 i Helmond.
Modellutbudet består av stads- och regionalbussar, samtliga med lågt golv. Modellerna säljs i Europa och Oceanien, och har förutom i Nederländerna även viss tillverkning i Kina och sedan 2021 även i Australien.
Företaget börsnoterades på Euronext Amsterdam den 22 oktober 2021.

## Utbud
- Ebusco 1.0
- Ebusco 2.0
- Ebusco 2.1
- Ebusco 2.2
- Ebusco 3.0

## I svensk linjetrafik
Sommaren 2022 gjorde det av regionerna Västmanland och Örebro gemensamt ägda bussåkeriet Svealandstrafiken en order på 36 olika typer av bussar av märket Ebusco, dessa var tänkta att placeras i Örebro under 2023. I januari 2025 hade dock endast två bussar levererats och de drabbades av tekniska problem. 17/1 2025 meddelade Svealandstrafiken att man hävt ordern och istället beställt elbussar från Volvo.
Connect Bus gjorde hösten 2022 en order på 47 stadsbussar av typ Ebusco 3.0 till Länstrafiken Kronoberg, med leverans i slutet av 2023. Dessa skulle bestå av såväl ledbussar som normallånga bussar och var tänkta att gå i stadstrafik i Växjö. Mer än ett halvår efter planerad leverans var inga bussar på plats i Växjö, varav Connect Bus valde att avbryta ordern och istället beställa från kinesiska BYD. 
Under 2023 beställde Keolis ett 100-tal bussar av typ Ebusco 3.0 till trafiken i de norra kransorterna till Stockholm, men på grund av leveransproblem upphörde även denna beställning och Keolis beställde då helelektriska bussar från MAN istället.